# Laika Party
«Laika Party» (с англ. — «Вечеринка Лайки») — песня в жанре поп-музыки, записанная норвежской певицей Эмми для «Евровидения-2025», на котором она представляла Ирландию. Песня посвящена первому животному в космосе собаке Лайке.

## Создание
Соавтор Лариса Торней помогла написать текст и заинтересовать Эмми. Она решила написать песню про собаку-космонавта с хорошим концом, где Лайка не умирает в космосе, а празднует, танцует и участвует в космической вечеринке. Во время отборочных этапов в Ирландии песня получила широкое одобрение, композиция смогла получить максимальные 12 баллов как от зрителей, так и от судей.

## «Евровидение-2025»
Эмми Кристиансен выступила с песней «Laika Party» во втором полуфинале Евровидения, который состоялся 15 мая в Базеле, Швейцария, представляя Ирландию, но не вошла в десятку исполнителей, прошедших в финал.

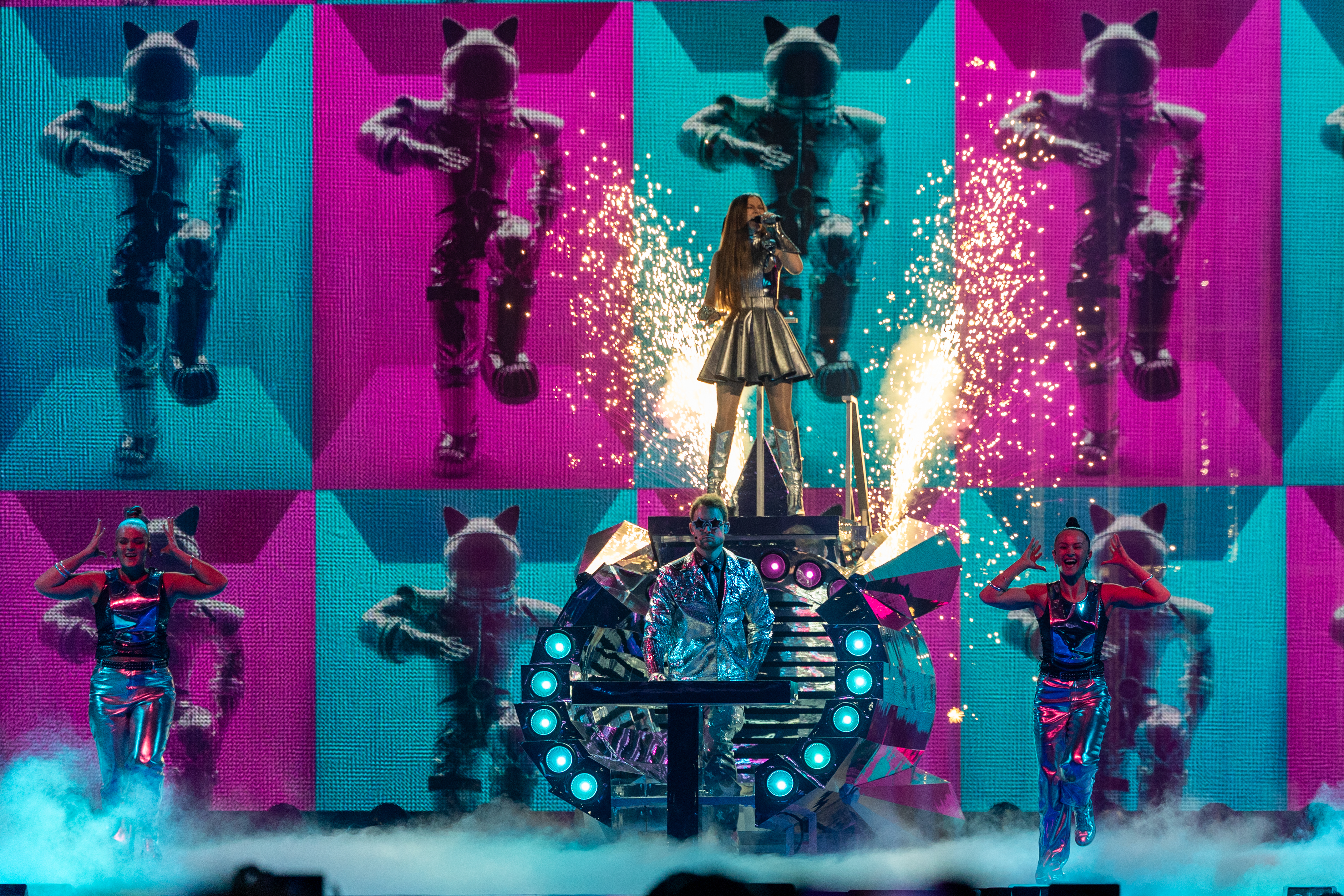
Выступление певицы Эмми в Базеле на Евровидении 2025 во втором полуфинале с песней «Laika Party»